# Ingalagi, Bagalkot
Ingalagi là một làng thuộc tehsil Bagalkot, huyện Bagalkot, bang Karnataka, Ấn Độ.